# پرورش طبیعت
«پرورش طبیعت» یکی از اشعار شمس کسمایی است که در شهریور ۱۲۹۹ منتشر شد. برخی این شعر را نخستین نمونهٔ ثبت‌شده شعر آزاد در زبان فارسی می‌دانند.
کسمایی در این شعر هر دو عنصر اصلی وزن نیمایی یعنی رعایت اصل توازی هجاها و حذف اصل تساوی آنها در همهٔ سطرهای شعر را به کار برده‌است.

ز بسیاری آتش مهر و ناز و نوازش

از این شدت گرمی و روشنایی و تابش

گلستان فکرم

خراب و پریشان شد افسوس

چو گل های افسرده افکار بکرم

صفا و طراوت ز کف داده گشتند مأیوس...

بلی، پای بر دامن و سر به زانو نشینم

که چون نیم وحشی گرفتار یک سرزمینم

نه یارای خیرم

نه نیروی شرم

نه تیر و نه تیغم بود نیست دندان تیزم

نه پای گریزم

از این روی در دست همجنس خود در فشارم

ز دنیا و از سلک دنیا پرستان کنارم

بر آنم که از دامن مادر مهربان سر بر آرم!